# Lijst van Duitse politieke partijen
Dit is een lijst van Duitse politieke partijen.

## Geschiedenis na de Tweede Wereldoorlog
Bij de eerste Bondsdagverkiezingen in de nieuwe Bondsrepubliek Duitsland na de Tweede Wereldoorlog in 1949 werden CDU en CSU met ruim dertig procent de grootste partij; Konrad Adenauer werd bondskanselier. De SPD volgde op korte afstand, de liberale FDP behaalde een kleine twaalf procent. Tot slot raakten nog enkele kleinere partijen in de Bondsdag: de Kommunistische Partei Deutschlands, de Deutsche Zentrumspartei, de Wirtschaftliche Aufbau-Vereinigung, de Bayernpartei, de Deutsche Partei, de Deutsche Konservative Partei – Deutsche Rechtspartei en het Südschleswigscher Wählerverband. Tot slot werden er drie onafhankelijken verkozen.
Voor het eerste kabinet van de Bondsrepubliek kwam een coalitie tot stand tussen CDU/CSU, FDP en de Deutsche Partei.
De tweede Bondsdagverkiezingen van 1953 betekenden een grote overwinning voor de Unionspartijen onder leiding van Adenauer: ze behaalden samen ruim 45 procent van de stemmen. Behalve CDU en CSU kwamen ook de FDP, het Zentrum en de DP weer in het parlement. De overige partijen slaagden daar niet in; de KPD, WAV, de Bayernpartei, DKP-DRP en SSW verdwenen uit het parlement. Er was wel één nieuwkomer: de het Gesamtdeutscher Block/Bund der Heimatvertriebenen und Entrechteten.
Het tweede kabinet van Adenauer bestond uit CDU/CSU, FDP, DP en GB/BHE.
Bij de derde Bondsdagverkiezingen in 1957 behaalde de Union de absolute meerderheid met 50,2 procent van de stemmen. Het Zentrum raakte niet meer in het parlement; de FDV daarentegen wel, zij het wel met slechts één zetel. Het parlement telde dus vertegenwoordigers van CDU/CSU, SPD, FDP, DP en FDV.
Ondanks zijn absolute meerderheid ging de CDU/CSU na de verkiezingen een coalitie aan met de DP.
Bij de vierde Bondsdagverkiezingen in 1961 raakten alleen nog CDU/CSU, SPD en FDP in het parlement. Aan deze situatie kwam pas in 1983 een einde, toen Die Grünen er voor het eerst in slaagden in de Bondsdag de belanden. Dezelfde partijen behaalden verkozenen bij de verkiezingen van 1987.
Van 1961 tot 1966 was er een coalitie van CDU/CSU en FDP; van 1966 tot 1969 van CDU/CSU en FDP; van 1969 tot 1982 van SPD en FDP; van 1982 tot 1990 van CDU/CSU en FDP; van 1990 tot 1991 van CDU/CSU, FDP en DSU; van 1991 tot 1998 van CDU/CSU en FDP; van 1998 tot 2005 van SPD en Bündnis 90/Die Grünen; van 2005 tot 2009 van CDU/CSU en SPD; sinds 2009 van CDU/CSU en FDP.
Op 8 juni 1990 verkregen de 22 West-Berlijnse volksvertegenwoordigers het volle stemrecht. Onder hen waren vertegenwoordigers van CDU, SPD, FDP en de Alternative Liste für Demokratie und Umweltschutz. Op 3 oktober 1990, de dag van de hereniging van Duitsland, kwamen 144 leden van de oude DDR-Volkskammer in de Bondsdag, waaronder vertegenwoordigers van CDU, SPD, FDP, de Deutsche Soziale Union, Bündnis 90 en de Partei des Demokratischen Sozialismus.
Op 2 december 1990 volgden de eerste Bondsdagverkiezingen in heel Duitsland. Voor het eerst verloren Die Grünen hun vertegenwoordiging. Ook de DSU verdween uit de Bondsdag. Wel kwamen, behalve CDU/CSU, SPD en FDP, nu ook de PDS en Bündnis 90/Grüne Partei in der DDR in de Bondsdag.
Van 1994 tot en met de verkiezingen van 2009 zijn de volgende zes partijen vertegenwoordigd in de Bondsdag: CDU/CSU, SPD, FDP, Bündnis 90/Die Grünen en Die Linke. Die Linke is de huidige naam voor de vroegere PDS
Sinds de verkiezingen van 2013 is de FDP niet meer vertegenwoordigd in de Bondsdag. Deze telt sindsdien vijf partijen: CDU/CSU, SPD, Die Linke en Bündnis 90/Die Grünen.

## Politieke partijen die vertegenwoordigd zijn in deBondsdaggekozen in 2024
- SPD - Sozialdemokratische Partei Deutschlands, sociaaldemocratisch.
- CDU - Christlich Demokratische Union, christendemocratisch, niet in Beieren.
- CSU - Christlich-Soziale Union, christendemocratisch, alleen in Beieren.
- GRÜNE - Bündnis 90/Die Grünen, ecologisch.
- FDP - Freie Demokratische Partei, klassiek liberaal.
- AfD  - Alternative für Deutschland, extreem rechts.
- LINKE - Die Linke (vroeger SED), extreem links.
- BSW - Bündnis Sarah Wagenknecht, extreem links

## Vertegenwoordigd in deelstaatparlementen
- PIRATEN - Piratenpartei, alleen in Berlijn, in Noordrijn-Westfalen, in Saarland en in Sleeswijk-Holstein.
- NPD - Nationaldemokratische Partei Deutschlands, alleen in Mecklenburg-Voor-Pommeren.
- SSW - Südschleswigscher Wählerverband, alleen in Sleeswijk-Holstein.
- FREIE WÄHLER - Freie Wähler, alleen in Beieren en Brandenburg.
- BIW - Bürger in Wut, alleen in Bremen.
- ALFA alleen in Bremen.

CDU/CSU, SPD en GRÜNE zijn in alle deelstaten vertegenwoordigd. DIE LINKE zijn niet vertegenwoordigd in Baden-Württemberg, Beieren, Nedersaksen, Noordrijn-Westfalen, Rijnland-Palts en in Sleeswijk-Holstein.

## Vertegenwoordigd in het Europees parlement
- Partei Mensch Umwelt Tierschutz
- Familien-Partei Deutschlands
- Ökologisch-Demokratische Partei
- Die PARTEI

## Andere partijen (selectie)
- Aufbruch - Aufbruch für Bürgerrechte, Freiheit und Gesundheit (Bewustwording van de burgerrechten, de vrijheid en de volksgezondheid)
- BP - Bayernpartei (Beierenpartij)
- CM - Christliche Mitte (Christelijke Midden)
- Die Frauen - Feministische Partei Die Frauen (Feministische Partij De Vrouwen)
- DKP - Deutsche Kommunistische Partei (Duitse Communistische Partij)
- DSU - Deutsche Soziale Union (Duitse Sociale Unie)
- LD - Liberale Demokraten (Liberale Democraten)
- Maoïstische partijen
- PBC - Partei Bibeltreuer Christen (Partij van Bijbeltrouwe Christenen)
- pdv - Partei der Vernunft
- PSG - Partei für Soziale Gleichheit (Partij voor Sociale Gelijkwaardigheid)
- Republikaner - Republikaner (Republikeinen)
- Zentrum - Zentrumspartei (Centrumpartij)

## Voormalige politieke partijen (selectie)
- SEW - Sozialistische Einheitspartei Westberlins (Socialistische Eenheidspartij van West-Berlijn)
- DDP - Deutsche Demokratische Partei (Duitse Democratische Partij)
- DNVP - Deutschnationale Volkspartei (Duitse Nationale Volkspartij)
- NSDAP - National-Sozialistische Deutsche Arbeiterpartei (Nationaalsocialistische Duitse Arbeiderspartij)
- BVP - Bayerische Volkspartei (Beierse Volkspartij)
- Fortschrittliche Volkspartei - Fortschrittliche Volkspartij (Progressieve Volkspartij)
- DSP - Deutsche Staatspartei (Duitse Staatspartij)
- DVP - Deutsche Volkspartei (Duitse Volkspartij)
- GSV - Gesamtdeutsche Volkspartei (Volkspartij voor het Gehele Duitsland)
- KPD - Kommunistische Partei Deutschlands (Communistische Partij van Duitsland)